# Sven Erlander
Sven Erlander (ur. 25 maja 1934 w Halmstad, zm. 13 czerwca 2021 w Linköping) – szwedzki matematyk, emerytowany profesor matematyki na Uniwersytecie w Linköping.

## Życiorys
Doktoryzował się z matematyki na Uniwersytecie Sztokholmskim w 1968 roku. W 1971 roku został profesorem matematyki na Uniwersytecie w Linköping, którego w latach 1973–1976 był kierownikiem wydziału matematyki, a następnie w latach 1978–1983 dziekanem Instytutu Technologii. W latach 1983–1995 był rektorem Uniwersytetu w Linköping. Odegrał wiodącą rolę w rozwoju wydziału medycznego i Kampusu Norrköping.
Był synem szwedzkiego premiera Tage Erlandera i opublikował kilka pamiętników swojego ojca.

## Wyróżnienia
- Członek Królewskiej Szwedzkiej Akademii Nauk Technicznych
- tytuł doktora honoris causa Uniwersytetu Gdańskiego (2 stycznia 1995)[2]

## Biografia
- Sven Erlander w bazie Mathematics Genealogy Project (ang.)